# Дангрига
Дангри́га (англ. Dangriga), раннее - Станн-Крик — город на востоке центральной части Белиза, административный центр округа Станн-Крик. Расположен на побережье Карибского моря. Население по данным на 2010 год составляет 9096 человек; данные на 2007 год говорят о населении 11 600 человек. С этнической точки зрения, население — смесь гарифуна, креолов и метисов.
Имеется аэропорт.